# Sân bay quốc tế Cao Khi Hạ Môn

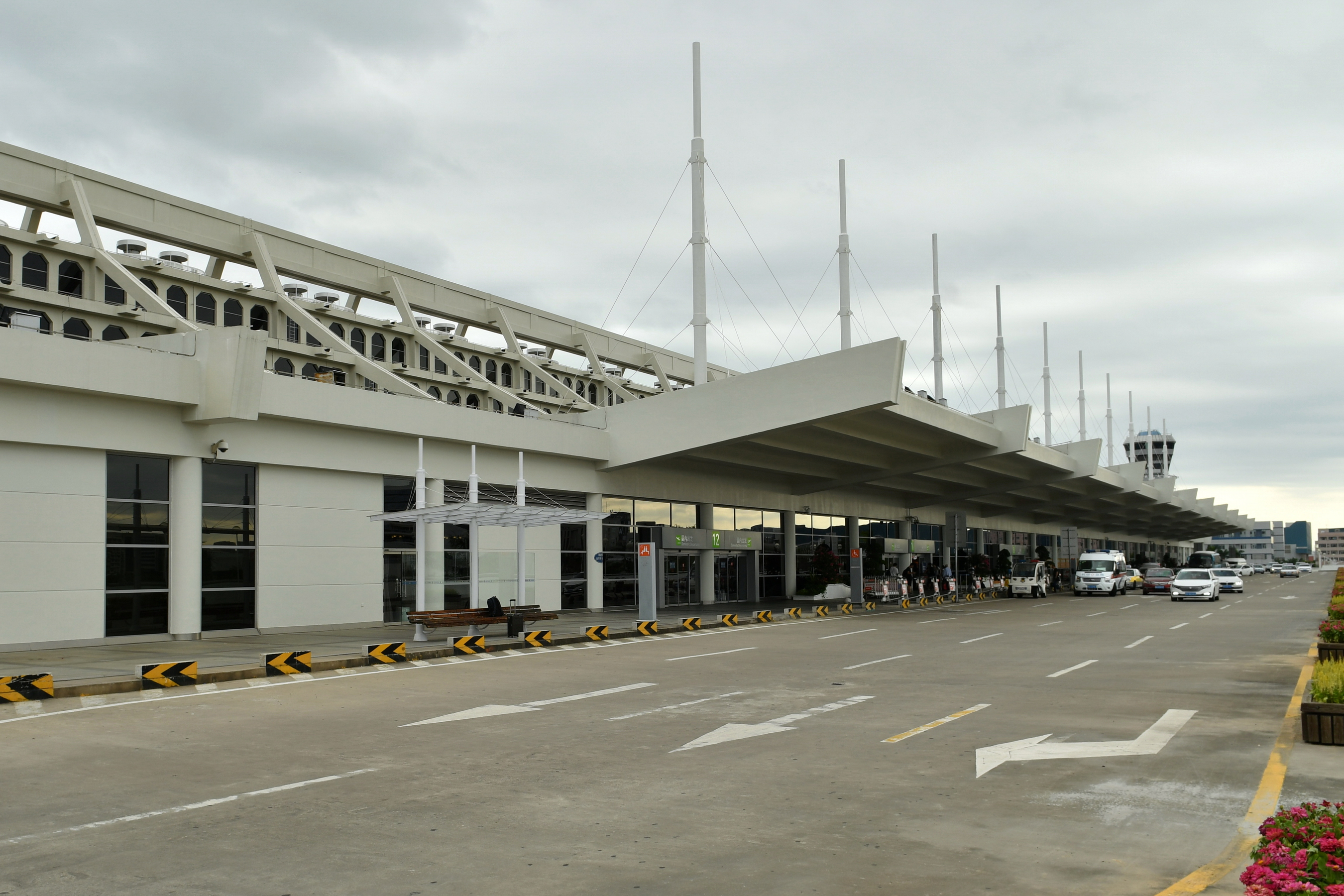
T3

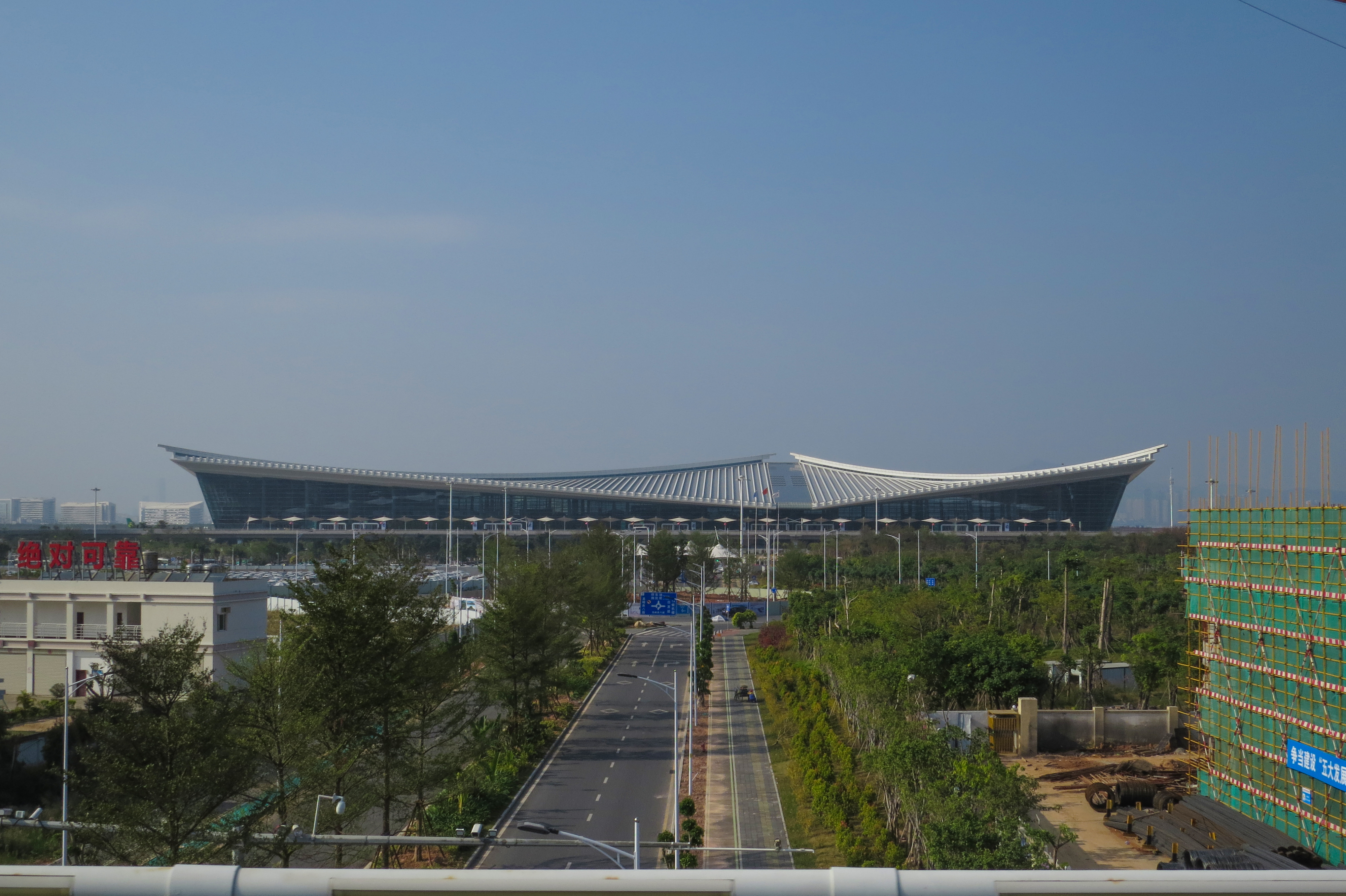
T4

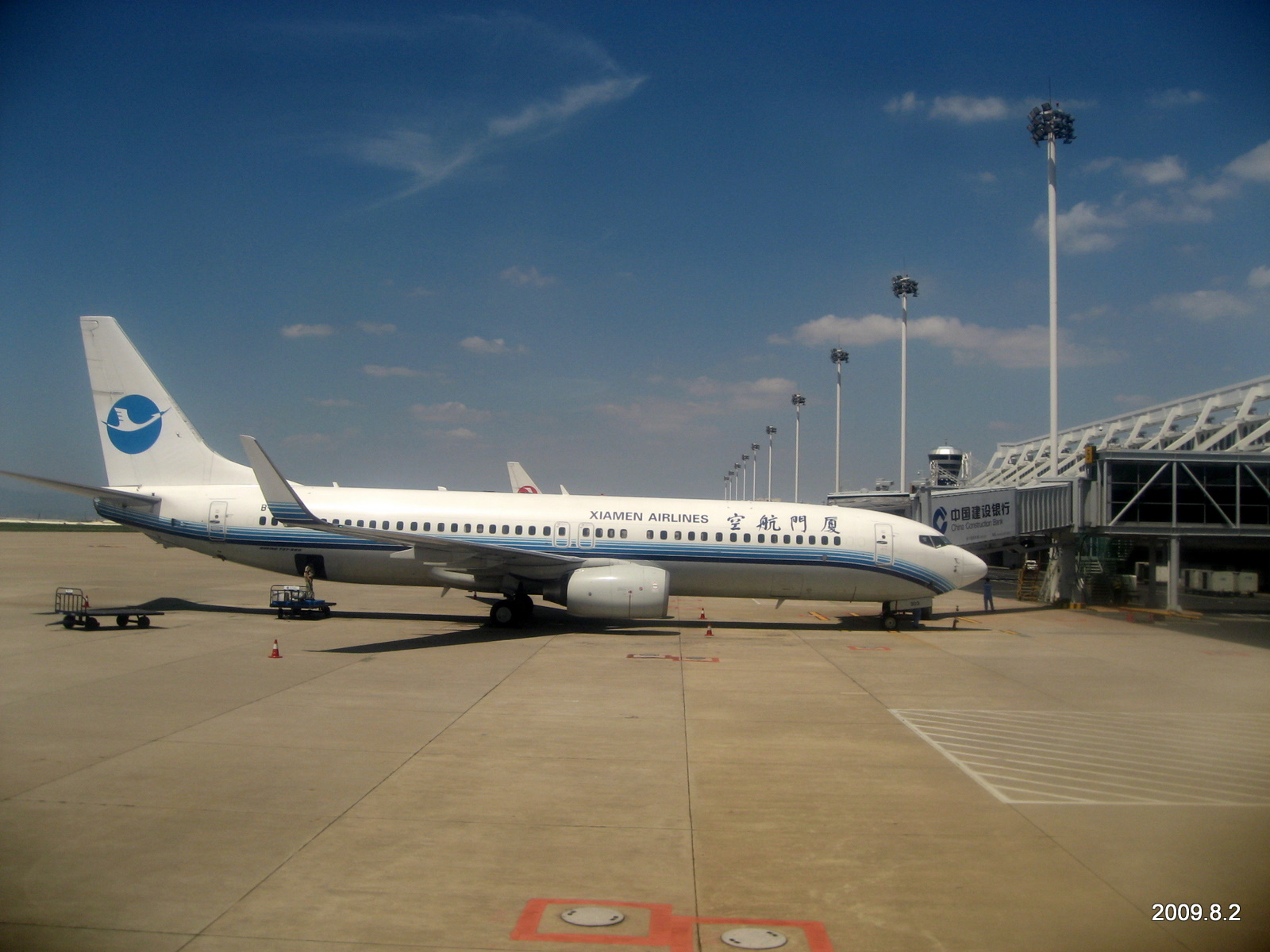
XiamenAir Airbus A320 tại sân bay

Sân bay quốc tế Cao Khi Hạ Môn (tiếng Trung: 厦门高崎国际机场; bính âm: Xiàmén Gāoqí Guójì Jīchǎng) (IATA: XMN, ICAO: ZSAM) là một sân bay quốc tế ở Hạ Môn, Phúc Kiến, Trung Quốc. Đây là căn cứ hoạt động của hãng Xiamen Airlines và một số hãng khác. Tại đây có dịch vụ bảo dưỡng máy bay. Năm 2005, sân bay này phục vụ 6,28 triệu lượt khách và 201.300 tấn hàng hóa và thư từ.

## Các hãng hàng không và các điểm đến

### Hành khách
| Hãng hàng không           | Các điểm đến | Nhà ga  |
| ------------------------- | --- | ------- |
| Air China                 | Bắc Kinh-Thủ đô, Thành Đô, Trùng Khánh, Thiên Tân, Vũ Hán | Nội địa |
| Air China                 | Jakarta-Soekarno-Hatta | Quốc tế |
| Air Macau                 | Macau | Quốc tế |
| All Nippon Airways        | Tokyo-Narita | Quốc tế |
| Beijing Capital Airlines  | Bắc Kinh-Thủ đô, Quế Lâm, Hợp Phì, Hohhot, Huangshan, Tam Á, Vũ Hán, Tây An | Nội địa |
| Cebu Pacific              | Manila | Quốc tế |
| Chengdu Airlines          | Thành Đô, Jinggangshan, Côn Minh, Liuzhou | Nội địa |
| China Eastern Airlines    | Baotou, Changzhou, Đại Liên, Hàng Châu, Hợp Phì, Huai'an, Tế Nam, Côn Minh, Linyi, Nam Kinh, Thượng Hải-Hồng Kiều, Taiyuan, Vũ Hán, Wuxi, Tây An, Yibin, Ngân Xuyên, Yulin, Zhanjiang | Nội địa |
| China Express Airlines    | Bijie, Trùng Khánh | Nội địa |
| China Southern Airlines   | Trường Xuân, Đại Liên, Quảng Châu, Sân bay quốc tế Long Động Bảo Quý Dương, Hải Khẩu, Hàng Châu, Cáp Nhĩ Tân, Hợp Phì, Nam Kinh, Nam Ninh, Thanh Đảo, Tam Á, Thẩm Dương, Thâm Quyến, Urumqi, Vũ Hán, Xiangyang, Yiwu, Trịnh Châu | Nội địa |
| China United Airlines     | Beijing-Nanyuan | Nội địa |
| Dragonair                 | Hong Kong | Quốc tế |
| Far Eastern Air Transport | Thuê chuyến: Magong | Quốc tế |
| Hainan Airlines           | Bắc Kinh-Thủ đô, Changzhi, Datong, Hải Khẩu, Cáp Nhĩ Tân, Hợp Phì, Lanzhou, Nanchang, Thẩm Dương, Thâm Quyến, Taiyuan, Urumqi, Tây An, Xuzhou, Trịnh Châu | Nội địa |
| Hebei Airlines            | Nam Kinh, Shijiazhuang | Nội địa |
| Jiangxi Air               | Nanchang | Nội địa |
| Juneyao Airlines          | Beihai, Nam Kinh, Thượng Hải-Hồng Kiều, Thượng Hải-Phố Đông | Nội địa |
| KLM                       | Amsterdam | Quốc tế |
| Korean Air                | Seoul-Incheon | Quốc tế |
| Kunming Airlines          | Côn Minh, Nam Ninh, Wuyishan | Nội địa |
| Lucky Air                 | Quế Lâm, Côn Minh | Nội địa |
| Malaysia Airlines         | Kuala Lumpur–International | Quốc tế |
| Mandarin Airlines         | Kaohsiung, Đài Bắc-Đào Viên | Quốc tế |
| Okay Airways              | Trường Sa, Thiên Tân | Nội địa |
| Philippine Airlines       | Manila | Quốc tế |
| Shandong Airlines         | Bắc Kinh-Thủ đô, Trường Xuân, Trường Sa, Thành Đô, Trùng Khánh, Đại Liên, Quảng Châu, Quế Lâm, Sân bay quốc tế Long Động Bảo Quý Dương, Hàng Châu, Cáp Nhĩ Tân, Hợp Phì, Hohhot, Tế Nam, Jingdezhen, Côn Minh, Lanzhou, Nam Kinh, Nam Ninh, Thanh Đảo, Quzhou, Tam Á, Thượng Hải-Phố Đông, Thẩm Dương, Taiyuan, Thiên Tân, Tongren, Vũ Hán, Wuyishan, Tây An, Yantai, Ngân Xuyên, Trịnh Châu, Zhoushan, Zhuhai | Nội địa |
| Shandong Airlines         | Bangkok–Suvarnabhumi, Phuket | Quốc tế |
| Shanghai Airlines         | Quảng Châu, Thượng Hải-Hồng Kiều, Thượng Hải-Phố Đông | Nội địa |
| Shenzhen Airlines         | Quảng Châu, Nam Kinh, Nantong, Thẩm Dương, Wuxi, Tây An, Yangzhou | Nội địa |
| Sichuan Airlines          | Trường Sa, Changzhou, Thành Đô, Trùng Khánh, Ganzhou, Cáp Nhĩ Tân, Côn Minh, Yichun | Nội địa |
| SilkAir                   | Singapore | Quốc tế |
| Sky Wings Asia Airlines   | Thuê chuyến: Siem Reap | Quốc tế |
| Spring Airlines           | Thượng Hải-Hồng Kiều, Thượng Hải-Phố Đông, Shijiazhuang | Nội địa |
| Tianjin Airlines          | Anqing, Changde, Fuyang, Nanchang, Ordos, Thiên Tân, Tây An, Zunyi | Nội địa |
| Thai Airways              | Bangkok-Suvarnabhumi | Quốc tế |
| Transasia Airways         | Kaohsiung, Taichung | Quốc tế |
| Uni Air                   | Taipei-Songshan | Quốc tế |
| West Air                  | Trường Sa, Trùng Khánh | Nội địa |
| XiamenAir                 | Bắc Kinh-Thủ đô, Trường Xuân, Trường Sa, Thành Đô, Chizhou, Trùng Khánh, Đại Liên, Quảng Châu, Quế Lâm, Sân bay quốc tế Long Động Bảo Quý Dương, Hải Khẩu, Hailar, Hàng Châu, Cáp Nhĩ Tân, Hợp Phì, Hohhot, Huangshan, Tế Nam, Côn Minh, Lanzhou, Lianyungang, Lhasa, Lijiang, Luzhou, Mianyang, Nanchang, Nam Kinh, Nam Ninh, Nantong, Ninh Ba, Thanh Đảo, Tam Á, Thượng Hải-Hồng Kiều, Thẩm Dương, Thâm Quyến, Taiyuan, Thiên Tân, Urumqi, Wanzhou, Vũ Hán, Wuyishan, Tây An, Xining, Xuzhou, Yancheng, Yichang, Ngân Xuyên, Yuncheng, Trịnh Châu, Zhoushan, Zhuhai | Nội địa |
| XiamenAir                 | Amsterdam, Bangkok-Suvarnabhumi, Cebu, Denpasar, Hong Kong, Thành phố Hồ Chí Minh, Jakarta-Soekarno-Hatta, Kaohsiung, Kuala Lumpur–International, Macau, Manila, Melbourne (bắt đầu từ ngày ngày 30 tháng 6 năm 2016), Osaka-Kansai, Seattle/Tacoma (bắt đầu từ ngày ngày 26 tháng 9 năm 2016), Seoul-Incheon, Siem Reap, Singapore, Sydney, Taipei-Songshan, Đài Bắc-Đào Viên, Tokyo-Narita, Vancouver (bắt đầu từ ngày ngày 25 tháng 7 năm 2016) Thuê chuyến: Shizuoka                                                                                              | Quốc tế |

### Hàng hóa
| Hãng hàng không          | Các điểm đến                |
| ------------------------ | --------------------------- |
| ANA Cargo                | Tokyo-Narita                |
| Cargolux                 | Beijing-Capital, Luxembourg |
| Cathay Pacific Cargo     | Hong Kong, Shanghai-Pudong  |
| China Cargo Airlines     | Osaka-Kansai                |
| Hong Kong Airlines Cargo | Hong Kong, Shanghai-Pudong  |
| Korean Air Cargo         | Seoul-Incheon               |
| Singapore Airlines Cargo | Nam Kinh                    |
| Yangtze River Express    | Clark, Shanghai-Pudong      |